# Cosmia pembertoni
Cosmia pembertoni är en fjärilsart som beskrevs av Holland 1889. Cosmia pembertoni ingår i släktet Cosmia och familjen nattflyn. Inga underarter finns listade i Catalogue of Life.